# Худомака, Виктор Петрович
Худомака Виктор Петрович (род. 7 сентября 1949, Девладово, Днепропетровская область) — народный депутат Украины 2-го созыва.

## Биография
Родился 7 сентября 1949 года в посёлке Девладово Софиевского района Днепропетровской области в семье колхозника.
В 1966 году окончил среднюю школу, работал каменщиком стройуправления «Заводстрой» треста «Днепровскпромстрой».
В 1968—1970 годах — служба в Советской армии.
В 1975 году окончил Днепропетровский государственный университет, учитель истории и обществоведения.
В 1975—1976 годах — учитель Коммуноленинской средней школы Синельниковского района.
В 1976—1987 годах— председатель исполкома Новоалександровского сельсовета народных депутатов; секретарь парткома колхоза имени Ленина Синельниковского района.
В 1987—1992 годах — заместитель председателя Синельниковского райисполкома.
С 1992 года — заместитель главы Синельниковской районной государственной администрации.
Народный депутат Украины 2-го созыва с июля 1994 (2-й тур) по апрель 1998 года, Новомосковский избирательный округ № 95, Днепропетровская область, выдвинут трудовым коллективом. Председатель подкомитета по анализу и контролю бюджетного обеспечения социальной сферы комитета по бюджету. Член группы «Единство», затем группы «Возрождение и развитие агропромышленного комплекса Украины» и снова группы «Единство».
В сентябре-ноябре 1996 года — первый заместитель начальника главного управления государственной службы при Кабинете Министров Украины.
Затем заместитель заведующего секретариатом комитета Верховной рады Украины по вопросам регламента, депутатской этики и организации работы Верховной рады Украины.